# XQc
Фелікс Лянжель (англ. Felix Lengyel), більш відомий як xQc — канадський онлайн-стример і колишній професійний гравець в Overwatch.
Хоча він відомий завдяки своїй стрімінговій кар'єрі, спочатку Лянжель став відомим як професійний гравець в Overwatch. Його кіберспортивна кар'єра розпочалася у 2016 році, під час якої він також почав регулярно стрімити. Наприкінці 2017 року він приєднався до команди Dallas Fuel, яка брала участь у першому сезоні Overwatch League. Однак його перебування в Dallas Fuel було затьмарене скандалами, що призвело до численних дискваліфікацій і, врешті-решт, до його виключення з команди в середині сезону. Крім того, Лянжель представляв Team Canada на Чемпіонаті світу з Overwatch з 2017 по 2019 рік.
Після закінчення кар'єри в кіберспорті, Лянжель зосередився на кар'єрі стримера на Twitch, де повністю присвятив себе стримінгу. У цей період він також підписав контракт з кількома кіберспортивними організаціями, такими як Sentinels і Luminosity Gaming, як творець контенту. Протягом своєї стрімінгової кар'єри Лянжель зіткнувся з кількома банами та тимчасовими блокуваннями на Твічі за порушення правил платформи. Ці випадки включали показ непристойного контенту, образливі висловлювання та участь у стрімінг-снайпінгу. Незважаючи на це, Лянжель зберіг велику і віддану фан-базу, постійно привертаючи велику кількість глядачів. Він був найпопулярнішим стрімером Twitch протягом трьох років поспіль, з 2020 по 2022 рік. У червні 2023 року Лянжель підписав дворічну неексклюзивну угоду на суму 100 мільйонів доларів щодо стрімінгу на Kick.

## Кар'єра

### Початок кар'єри стримера
Після закінчення школи Лянжель вступив до CEGEP, де вивчав бізнес-адміністрування, поки не кинув навчання на другому курсі, відчувши «рух не туди». У віці 19 років Лянжель почав стримити на платформі Twitch, де спочатку грав у League of Legends під псевдонімом xQcLoL. Ім'я «xQc» походить від останньої літери його імені, «x», у поєднанні з абревіатурою його рідної провінції Квебек, «QC». З розвитком своєї кар'єри стрімера Лянжель здобув визнання та популярність насамперед завдяки грі в Overwatch, розробленій компанією Blizzard Entertainment. Згодом він змінив свій псевдонім на xQcOW, щоб відобразити свій зв'язок з Overwatch.

### Кіберспорт
Лянжель розпочав професійну кар'єру кіберспортсмена в Overwatch, спершу змагаючись у невеликих онлайн-турнірах граючи за роль танка в таких командах, як DatZit Gaming. У жовтні 2016 року він був прийнятий на роботу в Denial Esports, відому мультиігрову кіберспортивну організацію. Проте через деякий час Denial розпалася, що змусило Лянжеля та його колишніх товаришів по команді сформувати незалежну команду під назвою Yikes, яка згодом змінила назву на Arc 6. За час свого існування команда брала участь у нульовому сезоні Overwatch Contenders, де змагальний драйв Лянжеля, як виявилося, досяг нездорового рівня. Він визнав, що надає перевагу іграм над фундаментальними аспектами життя, такими як сон, харчування та особисті стосунки, і присвячував увесь свій час рейтинговим матчам, щоб відновити впевненість у собі після невдалих результатів. Лянжель також мав можливість представляти команду Канади на Чемпіонаті світу з Overwatch у 2017 році. Команда дійшла до фіналу турніру, але зрештою зазнала поразки від чинних чемпіонів, Південної Кореї. Незважаючи на поразку, Лянжель був визнаний найціннішим гравцем турніру.
У жовтні 2017 року Лянжель приєднався до Dallas Fuel, однієї з команд, що брали участь в першому сезоні Overwatch League. Однак перед початком сезону він зіткнувся з двома банами на своєму ігровому акаунті в Overwatch від Blizzard. Дебют Лянжеля в Overwatch League відбувся під час першого матчу Fuel у сезоні 10 січня 2018 року. Команда зазнала поразки від Seoul Dynasty з рахунком 1:2. Після третього матчу Fuel, поразки з рахунком 0:4 від Houston Outlaws 18 січня, Лянжель зробив гомофобні висловлювання на адресу Остіна «Муми» Вілмота, гравця Outlaws, який є відкритим геєм, під час свого стріму на Twitch. Пізніше Лянжель вибачився перед Мумою в Твіттері, заявивши, що його коментарі не мали злого умислу. У відповідь на інцидент, Fuel вирішили посадити Лянжеля на лаву запасних на наступний матч 19 січня. Крім того, Overwatch League оштрафувала його на $2,000 і дискваліфікувала на чотири матчі. Fuel продовжила дискваліфікацію до 10 лютого.
Лянжель повернувся в Overwatch League 23 лютого, здобувши перемогу над Los Angeles Gladiators з рахунком 3:1. Однак його повернення було нетривалим. 10 березня він отримав штраф у розмірі 4 000 доларів і ще одну чотириматчеву дискваліфікацію з ліги. Дисциплінарне стягнення було вжито через використання емоджі в «расистсько-зневажливій манері» під час стріму Overwatch League. Крім того, Лянжель використовував «зневажливу лексику» на адресу коментаторів та гравців Overwatch League у своїх соціальних мережах та на стрімі. Наступного дня Лянжель був звільнений з команди Dallas Fuel. В інтерв'ю The Washington Post він заявив, що в його словах не було жодного расового підтексту. Хоча Лянжель не вважав, що зробив помилку, він висловив жаль з приводу того, що його дії були неправильно витлумачені. Він також визнав невпевненість у тому, що професійна кар'єра в Overwatch - це правильний шлях для нього.
Діяльність Лянжеля в Overwatch продовжувалася, оскільки він приєднувався до різних команд протягом багатьох років. Він став частиною команд GOATS та Gladiators Legion, які брали участь у змаганнях Overwatch Contenders. Крім того, він представляв команду Канади на Чемпіонатах світу з Overwatch у 2018 та 2019 роках.

### Зосередження на стримах
Після звільнення з Dallas Fuel у 2018 році Лянжель зосередився на кар'єрі стримера. У лютому 2019 року він приєднався до кіберспортивної організації Sentinels як творець контенту. До травня 2019 року Лянжель досяг значного успіху як один з найвідоміших стрімерів на Twitch. Однак Лянжель також зіткнувся з деякими проблемами під час своєї кар'єри стрімера. У липні 2019 року він отримав триденний бан від Twitch за трансляцію відео, яке містило короткий відвертий контент, зокрема, зображення пеніса. Хоча співробітник Twitch, як повідомляється, дозволив трансляцію відео, заборона все одно була запроваджена. Проте вже через день заборону з Лянжеля зняли. Незважаючи на ці моменти, Лянжель досяг значних успіхів на Twitch. У грудні 2019 року він став найпопулярнішим стрімером Twitch, накопичивши майже вісім мільйонів годин перегляду, зі значним відривом випередивши інші популярні канали. Загалом, він посів шосте місце серед найбільш популярних стрімерів року, накопичивши майже 54 мільйони годин перегляду, з яких понад 14% припадає лише на грудень.
У 2020 році Лянжель зіткнувся з низкою заборон і конфліктів. 29 лютого він отримав триденний бан від Twitch за трансляцію відвертого контенту в грі Strip 4: Classmate Study. Лянжель ввів код, який зняв цензуру з наготи в грі, що призвело до короткочасного оголення грудей жіночого персонажа. Twitch залишив заборону в силі навіть після його апеляції, і гра привернула увагу, досягнувши вершини списку «трендових ігор» у Steam. У березні 2020 року Лянжель почав грати в шахи на своєму стрімі, а в квітні отримав менторство від шахового гросмейстера Накамури Хікару. Twitch та Chess.com спільно організували перший шаховий турнір PogChamps, який проходив з 5 по 19 червня. Лянжель взяв участь у турнірі, і в матчі проти Чарлі «MoistCr1TiKaL» Вайта зазнав поразки всього за шість ходів. Матч став найпопулярнішим відео на YouTube-каналі Chess.com, зібравши понад 18 мільйонів переглядів станом на лютий 2024 року. У турнірі PogChamps Лянжель дійшов до півфіналу, але в підсумку програв Людвігу Ахгрену. Під час PogChamps, 12 червня 2020 року, Lengyel отримав 24-годинний бан на Twitch після того, як випадково відкрив відео з горилами, що займаються статевими актами, яке надіслав один з його глядачів. Sentinels вирішили розпрощатися з ним 27 серпня 2020 року, після того, як він попросив про звільнення. 1 жовтня 2020 року він приєднався до Luminosity Gaming. Лянжель зіткнувся з черговим баном на Twitch 18 листопада 2020 року, коли він та його команда стримснайпили команду суперників під час турніру Twitch Rivals, присвяченого Fall Guys. Це стало його четвертим блокуванням від Twitch, що призвело до семиденного бану. Йому також заборонили брати участь у Twitch Rivals на шість місяців, і він був змушений втратити свій призовий виграш на цьому заході. Незважаючи на заборони та конфлікти, Лянжель досягнув разючих показників популярності на Twitch у 2020 році. Він накопичив найбільшу кількість годин перегляду - понад 174 мільйони, перевершивши всі інші канали майже на 50 мільйонів годин.
До середини 2021 року Лянжель продовжував домінувати серед стрімерів Twitch, маючи 163 мільйони годин переглядів впродовж року, що майже вдвічі більше, ніж у наступного за розміром каналу. У червні 2021 року Лянжель вирішив повернутися до Канади через численні випадки сватингу - небезпечного пранку, спрямованого проти стримерів. Він висловив справжній страх за свою безпеку і поскаржився на побоювання щодо свого життя і здоров'я. У жовтні 2021 року витік інформації викрив заробітки топ-стрімерів Twitch, у тому числі й Лянжеля. Згідно з ним, він був найбільш високооплачуваним стримером, заробивши понад 8 мільйонів доларів з 2019 року. Хоча точність витоку була піддана сумніву, Лянжель підтвердив, що його заробіток відповідає дійсності. У 2021 році Лянжель зберіг свою позицію найпопулярнішого стрімера на Twitch, накопичивши 274 мільйони годин перегляду. Його пікова аудиторія досягла 173 000 глядачів, хоча і не дотягнула до каналу з найвищим піком, який зібрав 2,5 мільйона глядачів.
У квітні 2022 року Лянжель взяв участь у соціальному експерименті r/Place на Reddit - онлайн-полотні, який зареєстровані користувачі могли редагувати, змінюючи колір одного пікселя. Під час заходу він обрав своєю мішенню малюнок My Little Pony, що спричинило наплив погроз смерті. Лянжель заявив, що лише за одну годину він отримав більше погроз смерті, ніж за попередні шість років стримінгу, разом узяті. Незважаючи на негатив, він побив свій рекорд глядачів, досягнувши піку в понад 293 000 глядачів під час цієї події. Пізніше того ж місяця він перевершив цей рекорд, під час стріму бета-версії Overwatch 2, досягнувши піку в понад 312 000 глядачів. Він продовжував лідирувати серед усіх стрімерів Twitch за кількістю переглянутих годин у 2022 році.
У січні 2023 року Лянжель оголосив про вихід з Luminosity Gaming. У червні 2023 року Лянжель потрапив у заголовки газет, підписавши важливу угоду зі стрімінговою платформою Kick. Лянжель висловив причини підписання угоди з платформою, пославшись на те, що вона запропонувала йому можливості для нових і різноманітних видів діяльності, які він не міг реалізувати на Twitch. Угода, яка оцінюється в 70 мільйонів доларів за два роки, встановила неексклюзивне партнерство між ним і платформою. Крім того, угода передбачала можливість отримання бонусів за результатами роботи на загальну суму близько 30 мільйонів доларів. З найвищою потенційною виплатою, що сягала 100 мільйонів доларів, ця угода була визнана однією з найбільших в історії індустрії розваг. Масштаб угоди порівнювали з гучними спортивними контрактами, такими як дворічна угода Леброна Джеймса з командою Лос-Анджелес Лейкерс на суму 97 мільйонів доларів. Лянжель закінчив 2023 рік четвертим за кількістю переглядів стримером на Twitch із загальною кількістю в 89 мільйонів годин переглядів.

## Нагороди та номінації
| Рік  | Церемонія                        | Категорія                   | Результат | Примітки      |
| ---- | -------------------------------- | --------------------------- | --------- | ------------- |
| 2017 | Чемпіонат світу з Overwatch 2017 | Найцінніший гравець         | Перемога  |               |
| 2018 | 2018 Esports Awards              | Streamer of the Year        | Номінація | [ 43 ]        |
| 2020 | Canadian Game Awards             | Best Streamer               | Номінація | [ 44 ] [ 45 ] |
| 2020 | 2020 Esports Awards              | Streamer of the Year        | Номінація | [ 46 ]        |
| 2021 | 2021 Esports Awards              | Streamer of the Year        | Номінація | [ 47 ]        |
| 2022 | The Streamer Awards              | Best GTA Role-play Streamer | Номінація | [ 48 ]        |
| 2022 | The Streamer Awards              | Streamer of the Year        | Номінація | [ 48 ]        |
| 2022 | Canadian Game Awards             | Best Streamer               | Номінація | [ 49 ]        |
| 2022 | 12th Streamy Awards              | Streamer of the Year        | Номінація | [ 50 ] [ 51 ] |
| 2022 | 12th Streamy Awards              | Just Chatting               | Перемога  | [ 50 ] [ 51 ] |
| 2023 | The Streamer Awards              | Best Variety Streamer       | Перемога  | [ 52 ]        |
| 2023 | The Streamer Awards              | Streamer of the Year        | Номінація | [ 52 ]        |
| 2023 | 13th Streamy Awards              | Streamer of the Year        | Номінація | [ 53 ]        |
| 2023 | 13th Streamy Awards              | Just Chatting               | Номінація | [ 53 ]        |